# Doamna Ghica Plaza
Doamna Ghica Plaza (fost Romfelt Plaza) este un proiect imobiliar din București, dezvoltat pe terenul fostei fabrici a firmei Romfelt Manufacturing.
Proiectul consistă în nouă blocuri și cuprinde 616 apartamente, de la garsoniere la patru camere.
A fost pornit de Cristian Sima, Dan Pascariu, președintele UniCredit Țiriac Bank, și arhitectul Adrian Lustig.
În anul 2011, proiectul era controlat de fondul Aktiva din Slovenia, în timp ce Dan Pascariu, Cristian Sima, Adrian Lustig, Călin Andrei Zamfirescu și Stan Tîrnoveanu erau acționari minoritari, cei cinci controlând 36% din firmă.